# Ивановка (Ивантеевский район)
Ивановка — село в Ивантеевском районе Саратовской области, административный центр сельского поселения Ивановское муниципальное образование.
Население - 934 (2010)

## История
Село Ивановка упоминается в Списке населённых мест Николаевского уезда по сведениям за 1823 год. Согласно Списку Большая Ивановка являлась волостным селом Ивановской волости Николаевского уезда Самарской губернии. В селе проживало 4160 жителей. Земельный надел составлял 13034 десятины удобной и 311 десятин неудобной земли. В селе имелись волостное правление, земская школа, церковь, базар, 17 ветряных мельниц, 2 кузницы, военный конный участок, земская станция, проводились 3 ярмарки. Согласно переписи 1897 года в Ивановке проживало 4518 человек, православных - 4514
Согласно Списку населённых мест Самарской губернии 1910 года село населяли бывшие государственные крестьяне, русские, православные, 2516 мужчин и 2606 женщин, в селе имелись волостное правление, кредитное товарищество, церковь, земская и церковно-приходская школы, земская станция, 21 ветряная мельница, проводились 3 ярмарки, по воскресеньям базары, работали фельдшер и урядник.

## Физико-географическая характеристика
Село находится в Заволжье, на реке Чернава (левый приток реки Малый Иргиз). Высота центра населённого пункта - 65 метров над уровнем моря. Почвы - чернозёмы южные.
Село расположено примерно в 16 км в юго-восточном направлении от районного центра села Ивантеевка. Через село проходит автодорога Ивантеевка - Канаевка. По автомобильным дорогам расстояние до районного центра составляет 17 км, до областного центра города Саратов - 290 км, до Самары - 160 км. 

## Население
Динамика численности населения по годам:
| Годы      | 1889 | 1897 | 1910 | 2002 |
| --------- | ---- | ---- | ---- | ---- |
| Население | 4160 | 4518 | 5122 | 959  |

| 2002 | 2010 |
| ---- | ---- |
| 959  | ↘934 |

Национальный состав
Согласно результатам переписи 2002 года русские составляли 86 % населения села.